# 1564 w polityce
Wydarzenia polityczne w 1564 roku.

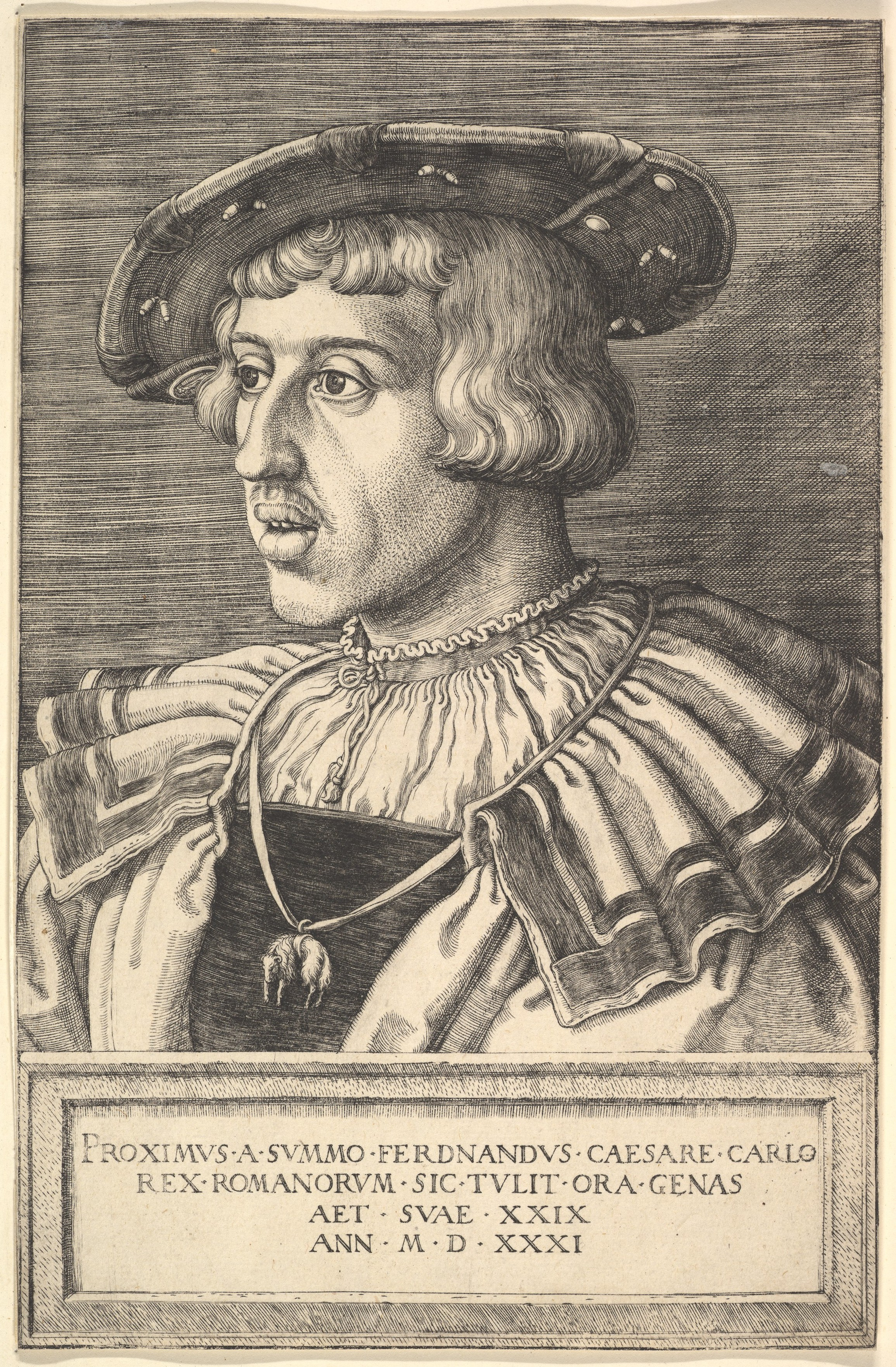
Ferdynand I Habsburg

- 13 marca - Deklaracja o unii: Zygmunt II August zrzekł się dziedzicznych praw sukcesyjnych do Litwy[1].

## Zmarli
- Ferdynand I Habsburg, cesarz rzymski[2].